# Tarphyscelis cirrhozona
Tarphyscelis cirrhozona är en fjärilsart som beskrevs av Edward Meyrick 1921. Tarphyscelis cirrhozona ingår i släktet Tarphyscelis och familjen spinnmalar. Inga underarter finns listade i Catalogue of Life.